# 3-Butenal
3-Butenal ist eine organische Verbindung mit der Summenformel C4H6O. Es enthält sowohl eine Alkengruppe als auch eine Aldehydgruppe und ist isomer zum Crotonaldehyd (2-Butenal). Die sehr leicht flüchtige Verbindung muss immer frisch synthetisiert werden, da sie dazu neigt schnell zum deutlich stabileren Crotonaldehyd zu isomerisieren. Wärme, Säuren oder Basen dienen dabei als Katalysator.

## Darstellung
Charles Alexander McDowell (1918–2001) et al. beschrieben 1962 die erste Synthese von 3-Butenal, durch Jones-Oxidation des entsprechenden Alkohols.
Es gibt in der Literatur eine Vielzahl auch milderer Synthesemöglichkeiten, die sich in folgende Kategorien einordnen lassen:
- Acetalspaltung mit 60–90 % Reinheit
- Grignard-Reaktion an DMF: quantitativ
- Oxidationen:
  - TEMPO (homogen/heterogen): 100 % Umsatz
  - Jones-Oxidation
- Diolspaltung: quantitative als Lösung in DCM

Die besten Ergebnisse liefern die Grignard-Reaktion, die TEMPO-Oxidation, sowie die Diolspaltung.
3-Butenal kann durch Oxidation von 3-Buten-1-ol erhalten werden.